# S/2017 J 1
S/2017 J 1 — зовнішній супутник Юпітера. Про нього було повідомлено 5 червня 2017 у циркулярі Центру малих планет (Minor Planet Center). Вважають, що його діаметр 2 км.
Він є членом групи Пасіфе, проте знаходиться майже на такій самій віддалі від Юпітера, як і Евкеладе з групи Карме.

## Відкриття
Відкритий під час спостережень 5 лютого 2016 — 23 квітня 2017 року астрономом інституту Карнегі Скоттом Шеппардом. Згідно з номенклатурою IAU супутнику дали тимчасову назву S/2017 J 1, яку надалі можуть змінити на честь персони жіночої статі з давньогрецької міфології.